# Moldávia nos Jogos Olímpicos de Inverno da Juventude de 2012
A Moldávia participou dos Jogos Olímpicos de Inverno da Juventude de 2012, realizados em Innsbruck, na Áustria. O país classificou apenas uma atleta do biatlo feminino.

## Biatlo
| Atleta        | Evento               | Final         | Final         | Final         |
| Atleta        | Evento               | Tempo         | Perda         | Pos.          |
| ------------- | -------------------- | ------------- | ------------- | ------------- |
| Irina Cozonac | Velocidade feminino  | 25:17.2       | 3             | 46            |
| Irina Cozonac | Perseguição feminino | Não completou | Não completou | Não completou |